# Cortyta minyas
Cortyta minyas är en fjärilsart som beskrevs av Fawcett 1916. Cortyta minyas ingår i släktet Cortyta och familjen nattflyn. Inga underarter finns listade i Catalogue of Life.